# دانشگاه شنژن
دانشگاه شنژن (به زبان چینی سنتی: 深圳大學، به زبان چینی ساده شده: 深圳大学، پین‌یین: Shēnzhèn Dàxué) یک دانشگاه دولتی در چین است. این دانشگاه در سال 1983 تأسیس شد و در منطقه نانشان شهر شنژن در استان گوانگدونگ واقع شده است و یک دانشگاه جامع می‌باشد. اکنون دارای دو پردیس یوئه‌های و لی‌هو است که در مجموع 2.72 کیلومتر مربع مساحت دارند.